# Passaporto rosso (film)
Passaporto rosso è un film del 1935 diretto da Guido Brignone. 

## Trama
La vicenda del film si svolge tra il 1890 ed il 1922 in un non precisato Paese del Sud America. Lorenzo Casati, coinvolto per le sue idee nazionaliste in alcuni disordini pre-elettorali, è costretto a lasciare l'Italia. Sul piroscafo "Marseille", dove s'imbarca come medico di bordo, simpatizza con un gruppo di emigranti diretti nel Sud America, tra cui Maria Brunetti e suo padre Andrea, ingaggiato con Antonio Spinelli per la costruzione di una ferrovia sulle rive del Rio Negro. A bordo del piroscafo si trova anche Pancho Rivera, un individuo senza scrupoli che viaggia con un gruppo di attrici del varietà che ha scritturato in Europa. 
Sbarcati a terra, il gruppo degli italiani continua il viaggio sul battello fluviale "Santa Fe" fino ai campi di lavoro della Compagnia Minera, mentre Pancho si reca con un'altra nave a Ciudad Grande, dove è proprietario del locale più noto della cittadina, il "Café de Paris". La regione in quel momento è sconvolta da rivolte: causa la confisca di molti appezzamenti per  la costruzione della ferrovia: i proprietari terrieri, non ripagati della perdita subita, vengono spalleggiati da don Pablo Ramirez, un ricchissimo gestore di aziende con cui Lorenzo stringe amicizia.
Per gli emigrati italiani la situazione diventa difficile: costretti a un lavoro umiliante in condizioni precarie, alla prima diffusione della malaria nella zona il padre di Maria si ammala e muore. Rivera, che in precedenza ha fatto credito alla ragazza nel suo negozio, la costringe a cantare al "Café de Paris" ogni sera, attirando la clientela con la sua avvenenza; per Maria si tratta di un lavoro umiliante: il locale è malfamato e frequentato da gente equivoca. Sarà Lorenzo, chiamato in città da Antonio e Ramirez, ad estinguere tutti i debiti  liberandola da ogni impegno. Rivera tenta di vendicarsi organizzando un attentato alla ferrovia la cui responsabilità viene attribuita a Ramirez, che viene arrestato,  scoppia una rivolta in cui trova la morte lo stesso Rivera. Lorenzo è tra i primi a soccorrere i feriti e Maria decide di assisterlo come infermiera; poco dopo i due  si confessano amore reciproco, seguito da un matrimonio celebrato nella chiesa del villaggio e dalla nascita di un bambino, Gianni.
Trascorsi diversi anni, il figlio è un ingegnere in una compagnia mineraria  e si è sposato con Manuela, dalla quale attende un figlio. Gianni mostra totale disinteresse per l'Italia, considerandosi 'americano' a tutti gli effetti, ma i suoi genitori sentono ancora nostalgia per la patria lontana. Allo scoppio della prima guerra mondiale, il padre nonostante sia ormai anziano vorrebbe partire volontario; all'indifferenza mostrata dal figlio segue una dura rimostranza da parte della madre. Gianni scopre cosa voglia significare il senso del dovere e decide di partire lui stesso come volontario al fronte; decisione che si rivelerà fatale. Dopo la morte di Gianni nasce una bambina, che alcuni anni più tardi riceverà una medaglia alla memoria.

## Produzione
Il film venne girato negli stabilimenti della Cines di via Vejo in Roma nella primavera 1935, mentre gli esterni vennero girati a Sabaudia. Presentato alla Commissione di Revisione Cinematografica, ottenne il definitivo visto di censura n. 29.048 del 31 ottobre 1935. 

## Riconoscimenti
- 1935 - Mostra internazionale d'arte cinematografica
  - Coppa del Partito Nazionale Fascista al miglior film italiano ("film artisticamente più riuscito")